# Linfedema escrotal
Linfedema Escrotal é um tipo de linfedema que provocado no saco escrotal, deixando-o cheio de líquido. É uma doença que é causada pela obstrução, aplasia ou hipoplasia dos vasos linfáticos que drenam o escroto.